# St. Andreas (Hattenhofen)

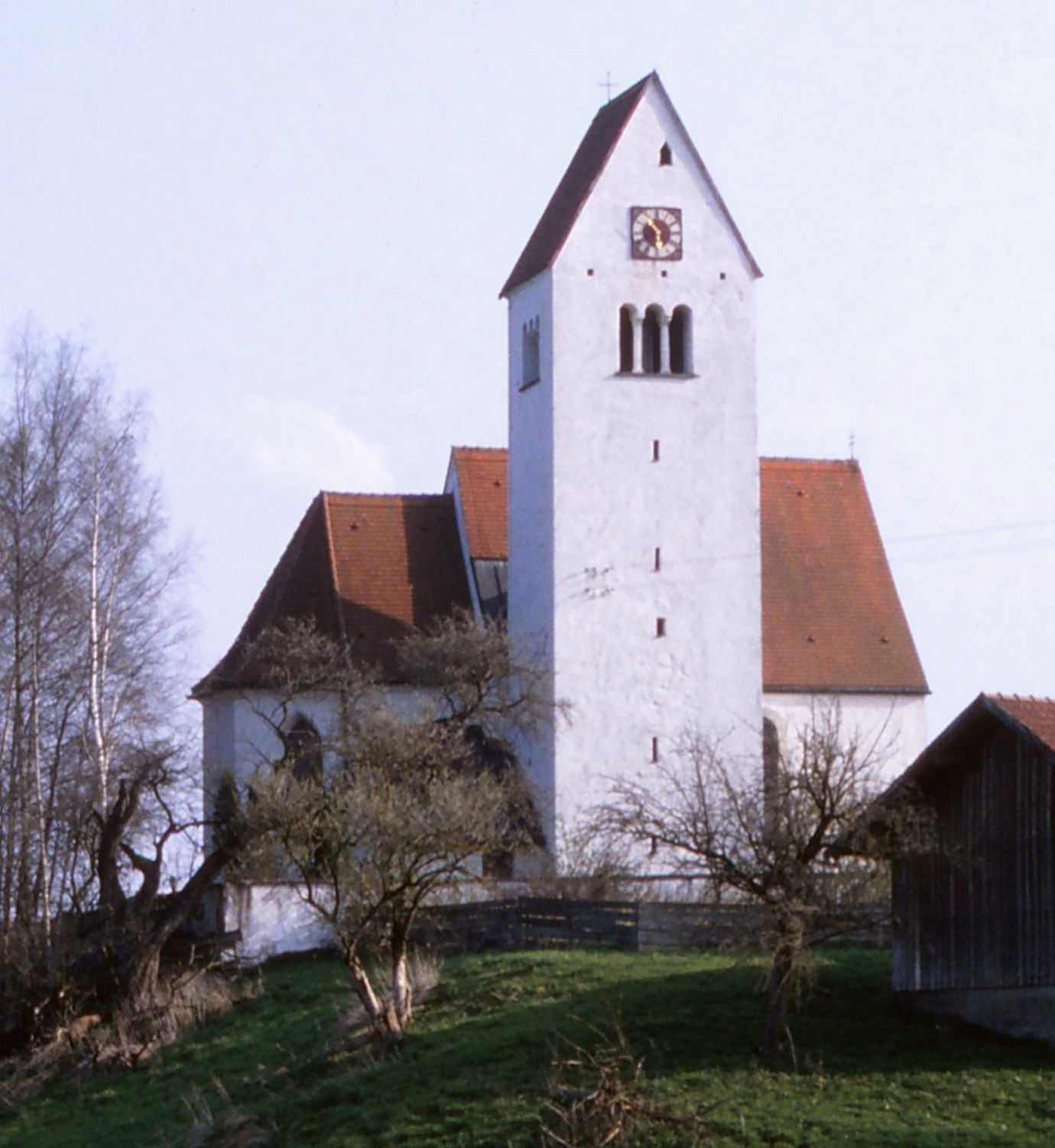
St. Andreas in Hattenhofen

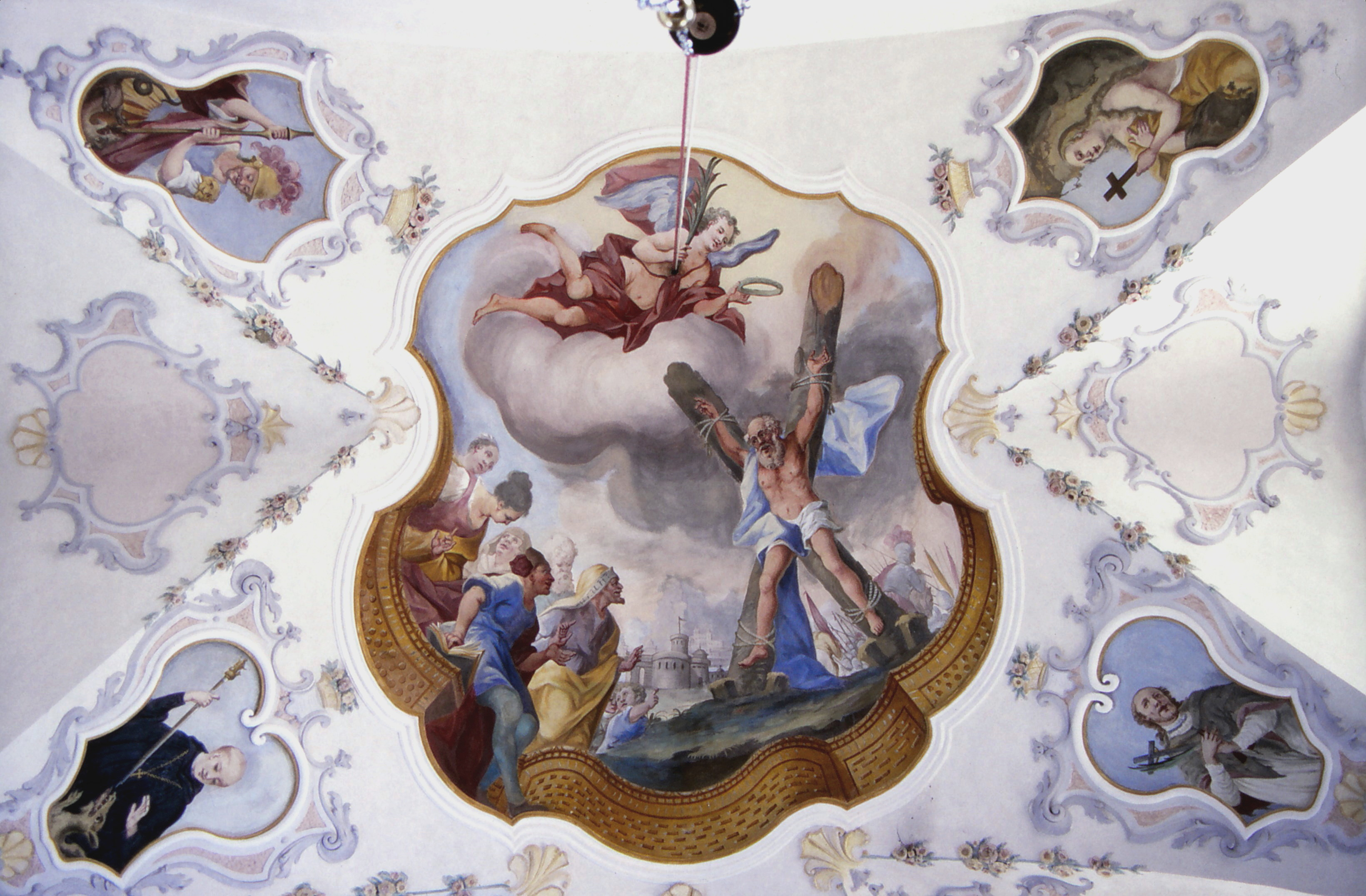
Deckenfresken im Chor: Kreuzigung des Apostels Andreas; in den Zwickeln vier Heilige

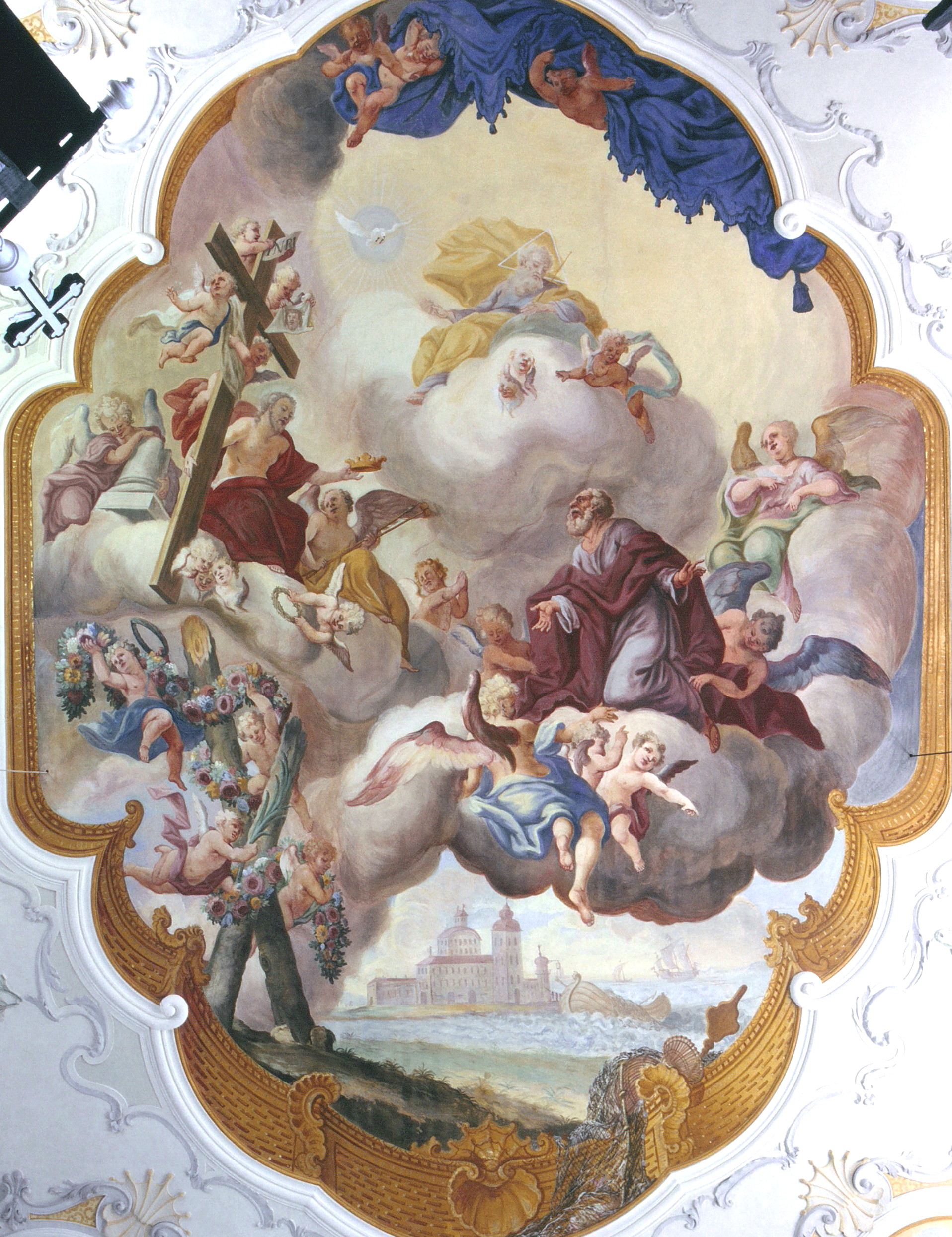
Deckenfresko im Langhaus: Apotheose des Apostels Andreas

Die römisch-katholische Filialkirche St. Andreas steht in Hattenhofen, einem Stadtteil von Marktoberdorf im schwäbischen Landkreis Ostallgäu in Bayern. Das Bauwerk istin der Liste der Baudenkmäler in Marktoberdorf als Baudenkmal unter der Nr. D-7-77-151-51 eingetragen. Die Kirchengemeinde gehört zum Dekanat Marktoberdorf des Bistums Augsburg.

## Beschreibung
Die Saalkirche ist im Kern spätgotisch. Sie besteht aus einem Langhaus, das um 1680 unter Erhöhung der Mauern nach Westen verlängert und mit einem steilen Satteldach bedeckt wurde, einem eingezogenen, dreiseitig geschlossenen Chor im Osten und einem mit einem Satteldach bedeckten Kirchturm, der ursprünglich zu einer Wehrkirche gehörte, an der Nordwand des Langhauses, dessen oberstes Geschoss hinter den als Triforien gestalteten Klangarkaden den Glockenstuhl mit zwei Kirchenglocken beherbergt. In den Giebeln sind die Zifferblätter der Turmuhr untergebracht. 
Der Innenraum des Langhauses ist mit einer Flachdecke überspannt, der des Chors mit einem Stichkappengewölbe. Die um 1760 geschaffenen Deckenfresken in Chor und Langhaus – Kreuzigung und Verherrlichung des Apostels Andreas – werden Anton Joseph Walch zugeschrieben. Die letzte der vierzehn Kreuzwegstationen trägt seine Signatur und die Jahreszahl 1768. Das Zentralbild des Hochaltars zeigt den Apostel mit seinem Kreuz.